# گورن-لبین
گوهرن-لبین (به آلمانی: Göhren-Lebbin) یک شهر در آلمان است که در Mecklenburgische Seenplatte District واقع شده‌است. گوهرن-لبین  ۶۳۵ نفر جمعیت دارد.